# Gołogrzbietek
Gołogrzbietek (Dobsonia) – rodzaj ssaków z podrodziny Harpyionycterinae w obrębie rodziny rudawkowatych (Pteropodidae).

## Rozmieszczenie geograficzne
Rodzaj obejmuje gatunki występujące w Azji oraz Australii i Oceanii.

## Morfologia
Długość ciała (bez ogona) 102–254 mm, długość ogona 5–42 mm, długość ucha 13–41 mm, długość tylnej stopy 16–47 mm, długość przedramienia 78–162 mm; masa ciała 63–600 g.

## Systematyka
Rodzaj zdefiniował w 1828 roku francuski przyrodnik Étienne Geoffroy Saint-Hilaire w haśle „Le Hypodermes” opublikowanym w „Klasycznym słowniku historii naturalnej” pod redakcją francuskiego przyrodnika Jeana Baptiste’a Bory de Saint-Vincenta. Jednak nazwa – Hypoderma – którą ukuł Geoffroy Saint-Hilaire, okazała się młodszym homonimem rodzaju muchówek opisanego w 1825 roku, dlatego w 1898 roku amerykański zoolog Theodore Sherman Palmer zaproponował dla rodzaju nietoperzy nową nazwę – Dobsonia. Gatunkiem typowym jest (oznaczenie monotypowe) gołogrzbietek leśny (D. peronii).

### Etymologia
- Pteronotus: gr. πτερον pteron ‘skrzydło’; -νωτος -nōtos ‘-grzbiety’, od νωτον nōton ‘plecy, grzbiet’[10].
- Hypoderma: gr. ὑπο hupo ‘nieco, trochę’; δερμα derma, δερματος dermatos ‘skóra’[11].
- Tribonophorus: gr. τρίβων tribon ‘wytarty płaszcz’; -φορος -phoros ‘-noszący’, od φερω pherō ‘nosić’[12]. Gatunek typowy (oznaczenie monotypowe): Tribonophorus desmarestii E.T. Burnett, 1829 (= Cephalotes peronii É. Geoffroy Saint-Hilaire, 1810).
- Dobsonia: George Edward Dobson (1848–1895), irlandzki zoolog, pionier fotografii i wojskowy chirurg[13].

### Podział systematyczny
Do rodzaju należą następujące gatunki:
| Grafika | Gatunek               | Autor i rok opisu                 | Nazwa zwyczajowa            | Podgatunki         | Rozmieszczenie geograficzne | Podstawowe wymiary                                             | Status IUCN |
| ------- | --------------------- | --------------------------------- | --------------------------- | ------------------ | --- | -------------------------------------------------------------- | ----------- |
|         | Dobsonia minor        | (Dobson, 1879)                    | gołogrzbietek mały          | gatunek monotypowy | Nowa Gwinea w Indonezji i Papui Nowej Gwinei (wraz z wyspami Yapen i Bagabag); zakres wysokości: 0–600 m n.p.m.                                                                                     | DC: 10,2–13,5 cm DO: 0,5–2,8 cm DP: 7,8–9,2 cm MC: 63–90 g     | LC          |
|         | Dobsonia moluccensis  | (Quoy & Gaimard, 1830)            | gołogrzbietek molucki       | gatunek monotypowy | Moluki (Bacan, Buru, Ambon, Seram, Wyspy Banda, Wyspy Kai i Wyspy Aru); zakres wysokości: 0–2700 m n.p.m.                                                                                           | DC: 18,5–21 cm DO: 2,5–3 cm DP: 12–14,6 cm MC: 490–500 g       | LC          |
|         | Dobsonia magna        | O. Thomas, 1905                   |                             | gatunek monotypowy | Nowa Gwinea (z wyspami Waigeo, Batanta, Salawati, Wyspy Raja Ampat (Misool), Yapen, Kariru, Karkar i Sideia), północno-wschodnia Australia (północny Queensland); zakres wysokości: 0–2700 m n.p.m. | DC: 19,1–25,4 cm DO: 2,1–4,2 cm DP: 12–14,6 cm MC: 325–600 g   | LC          |
|         | Dobsonia peronii      | (É. Geoffroy Saint-Hilaire, 1810) | gołogrzbietek leśny         | 2 podgatunki       | Małe Wyspy Sundajskie (od Bali na wschód do Timoru, Sermata i Babar); zakres wysokości: 0–880 m n.p.m.                                                                                              | DC: 14,1–15,8 cm DO: 2,9–3,2 cm DP: 11,4–12,1 cm MC: 162–235 g | LC          |
|         | Dobsonia andersoni    | O. Thomas, 1914                   | gołogrzbietek archipelagowy | gatunek monotypowy | endemit Papui-Nowej Gwinei: Archipelag Bismarcka, Manus, Mussau i kilka przybrzeżnych wysp (Karkar, Bagabag, Tolokiwa, Sakar i Umboi); zakres wysokości: 0–1500 m n.p.m.                            | DC: 13–21,2 cm DO: 1,5–3,2 cm DP: 10,9–13,5 cm MC: 156–325 g   | LC          |
|         | Dobsonia pannietensis | (De Vis, 1905)                    | gołogrzbietek zatokowy      | 2 podgatunki       | endemit Papui-Nowej Gwinei: Wyspy d’Entrecasteaux, Luizjady, Wyspy Trobrianda (Kiriwina) i Wyspy Woodlark); zakres wysokości: 0–1800 m n.p.m.                                                       | DC: 15–20 cm DO: 2,1–3,6 cm DP: 10,8–12,5 cm MC: 180–304 g     | NT          |
|         | Dobsonia chapmani     | Rabor, 1952                       | gołogrzbietek negroski      | gatunek monotypowy | endemit Filipin: Cebu i Negros; zakres wysokości: 0–680 m n.p.m. | DC: brak danych DO: 2,3–2,6 cm DP: 12,3–13,1 cm MC: 138–143 g  | CR          |
|         | Dobsonia emersa       | Bergmans & Sarbini, 1985          | gołogrzbietek jaksiniowy    | gatunek monotypowy | endemit Indonezji: Wyspy Schoutena (Numfoor, Biak-Supiori i Owi) u wybrzeży północno-zachodniej Nowej Gwinei); zakres wysokości: 0–30 m n.p.m.                                                      | DC: 15,8–17 cm DO: 2,4–2,7 cm DP: 11,2–12,9 cm MC: 178–218 g   | VU          |
|         | Dobsonia exoleta      | Andersen, 1909                    | gołogrzbietek sulaweski     | gatunek monotypowy | endemit Indonezji: Celebes (wraz z Togean i Muna) i Wyspy Sula (Mangole i Sanana); prawdopodobnie całe Wyspy Togian, być może wyspa Buton                                                           | DC: 15–18,2 cm DO: 2,3–3,4 cm DP: 10,5–12,4 cm MC: 162–275 g   | LC          |
|         | Dobsonia viridis      | (Heude, 1896)                     | gołogrzbietek zielonawy     | gatunek monotypowy | endemit Indonezji: Wyspy Sula (Mangole), środkowe Moluki (Buru, Seram i Ambon), Wyspy Banda (Banda Neira) i Wyspy Kai; być może Wyspy Tanimbar; zakres wysokości: 0–1000 m n.p.m.                   | DC: 15,4–17,6 cm DO: 2,5–3,9 cm DP: 10,9–11,8 cm MC: 173–229 g | LC          |
|         | Dobsonia beauforti    | Bergmans, 1975                    | gołogrzbietek wyspowy       | gatunek monotypowy | endemit Indonezji: Wyspy Raja Ampat (Gebe, Gag, Waigeo, Batanta być może Misool), Wyspy Schouten (Biak-Supior i Owi)                                                                                | DC: 12–15,5 cm DO: 2–2,8 cm DP: 10–11,4 cm MC: – g             | LC          |
|         | Dobsonia crenulata    | Andersen, 1909                    | gołogrzbietek halmaherski   | gatunek monotypowy | endemit Indonezji: Celebes (wraz przybrzeżnymi wyspami), Wyspy Talaud, Wyspy Sangihe, Wyspy Sula (Mangole i Sanana) oraz środkowe Moluki; zakres wysokości: 0–1000 m n.p.m.                         | DC: 16,5–20 cm DO: 2,3–3,8 cm DP: 11,9–13,6 cm MC: 220–320 g   | LC          |
|         | Dobsonia inermis      | Andersen, 1909                    | gołogrzbietek bezbronny     | g2 podgatunki      | Wyspy Salomona (Papua-Nowa Gwinea i Wyspy Salomona); zakres wysokości: 0–1300 m n.p.m. | DC: 11,8–18,8 cm DO: 1,3–3,2 cm DP: 9,1–11,6 cm MC: 125–215 g  | LC          |
|         | Dobsonia praedatrix   | Andersen, 1909                    | gołogrzbietek nowobrytyjski | gatunek monotypowy | endemit Papui-Nowej Gwinei: Archipelag Bismarcka (wraz z wyspami Umboi i pobliskimi wyspami); zakres wysokości: 0–300 m n.p.m.                                                                      | DC: 11,6–18 cm DO: 2,1–3,7 cm DP: 10,1–12,5 cm MC: 141–260 g   | LC          |

Kategorie IUCN:  LC  – gatunek najmniejszej troski,  NT  – gatunek bliski zagrożenia,  VU  – gatunek narażony,  CR  – gatunek krytycznie zagrożony.